# Лобанов, Пётр Васильевич
Пётр Васи́льевич Лоба́нов (21 июня 1905, Гдовский уезд, Санкт-Петербургская губерния — 1 января 1989, Ленинградская область) — советский актёр театра и кино, Заслуженный артист РСФСР (1951).

## Биография
Родился 21 июня 1905 года в посёлке Тарасова гора Санкт-Петербургской губернии.
Работал табельщиком в Ленинградском объединении государственных электростанций «Электроток» (1924—1927). В 1929 г. окончил Ленинградскую драматическую студию имени Е. П. Карпова. В 1929—1936 гг. — артист Ленинградского Красного театра, в 1936—1939 — Мариупольского драматического театра. С 1939 по 1968 гг. работал в Ленинградском театре им. Ленинского комсомола. В 1951 году получил звание Заслуженный артист РСФСР.
Последние годы Пётр Васильевич жил в доме престарелых под Ленинградом, где и скончался в новогоднюю ночь 1 января 1989 года. Похоронен на Волковском кладбище Санкт-Петербурга рядом с родственниками.

## Творчество

### Роли в театре
- «Обломов» И. А. Гончаров — Захар

### Фильмография
- 1947 — Пирогов — Тарасов
- 1949 — Александр Попов — мужик на лодке
- 1950 — Великая сила — Кузьма Полосухин, птицевод из колхоза «Вперёд»
- 1954 — Большая семья — милиционер
- 1954 — Зелёный дол — Харитон Семенович
- 1954 — Укротительница тигров — дядя Вася
- 1955 — Дело Румянцева — капитан Самохин
- 1956 — Медовый месяц — Сорокин
- 1956 — Они были первыми
- 1957 — Всего дороже — Шарабанкин
- 1957 — На острове Дальнем… — Чвалев
- 1957 — Рядом с нами — Сюртуков
- 1959 — Повесть о молодожёнах — управдом
- 1959 — Шинель — квартальный надзиратель
- 1973 — Открытая книга
- 1973 — Умные вещи — сторож
- 1974 — Врача вызывали? — пострадавший
- 1975 — Единственная… — гость на свадьбе

## Комментарии
1. ↑  Посёлок Тарасова гора[2], относившийся к Гдовскому уезду, не сохранился; ныне - урочище[3] на территории Старопольского сельского поселения в Сланцевском районе, Ленинградская область.